# Visione dai Tarocchi
Visione dai Tarocchi è un album discografico del pianista compositore Arturo Stalteri, pubblicato nel 2022 dalla M.P. & Records

## Descrizione
L'album contiene le musiche scritte e registrate da Stalteri per l'omonimo balletto della coreografa statunitense Barbara Schaefer, andato in scena dal 28 al 31 maggio 1985 al Teatro Trastevere di Roma. Vi riappaiono lo spirito progressive e di ricerca dei Pierrot Lunaire, primo gruppo del pianista romano, e il minimalismo.

## Tracce
Musiche di Arturo Stalteri.
1. La morte – 5:48
2. L'imperatrice – 7:12
3. Il bagatto – 6:27
4. L'appeso – 4:35
5. Gli amanti – 6:47
6. La ruota – 3:47
7. La forza – 8:19
8. Il mondo – 5:04

## Formazione
Arturo Stalteri – pianoforte, organo elettrico, sintetizzatori, rielaborazioni sonore, nastri